# Wegkreuz (Althausen, Am Hörner)

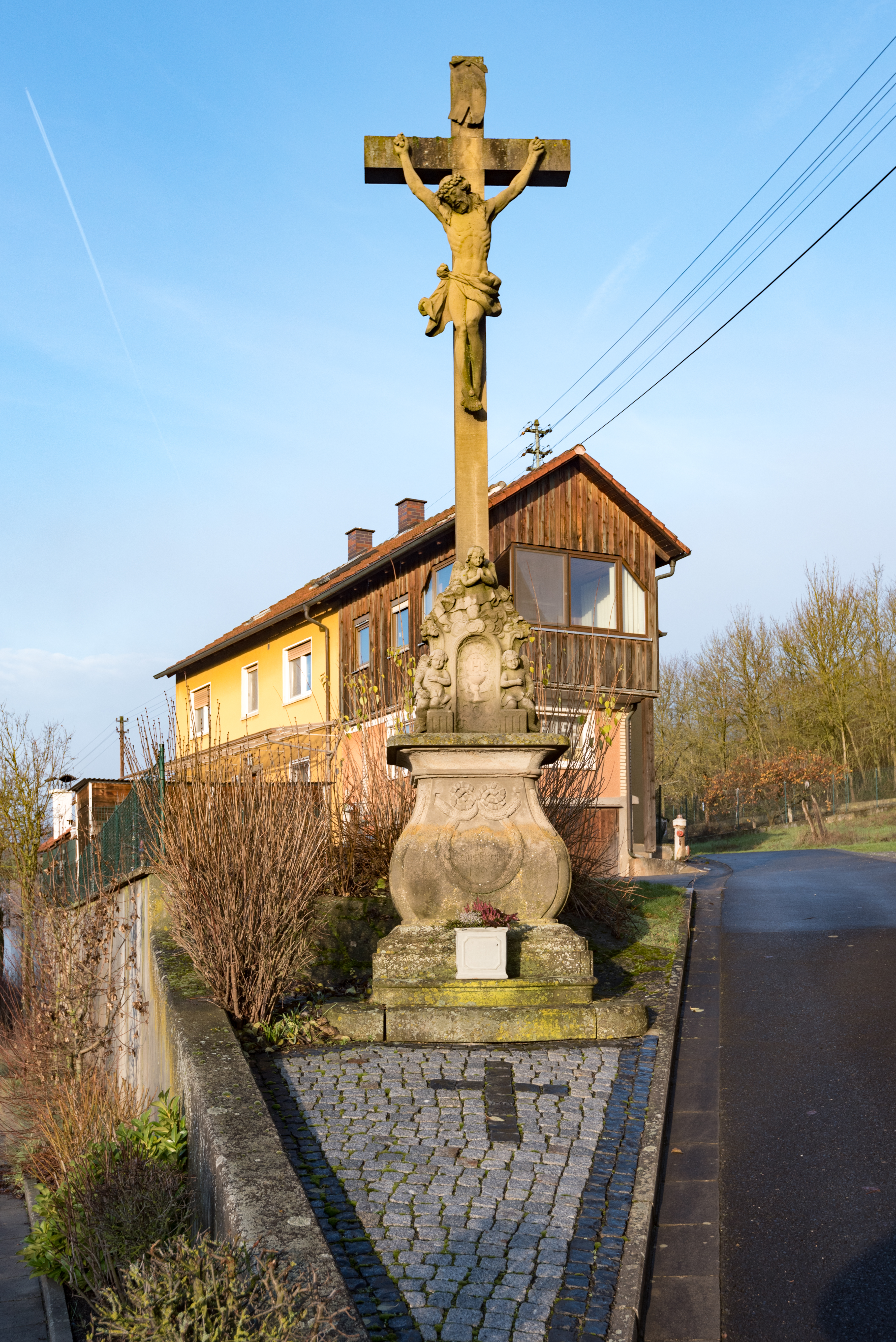
Wegkreuz in Althausen, Am Hörner

Das Wegkreuz Am Hörner befindet sich in Althausen, einem Gemeindeteil des Marktes Münnerstadt im unterfränkischen Landkreis Bad Kissingen in der Straße Am Hörner.
Das Wegkreuz gehört zu den Baudenkmälern von Münnerstadt und ist unter der Nummer D-6-72-135-98 in der Bayerischen Denkmalliste registriert.

## Beschreibung
Das Wegkreuz besteht aus Sandstein und entstand im Jahr 1797.
Der 100 cm hohe gebauchte Tischsockel des Kreuzes steht auf einem mehrfach getreppten Unterteil; darauf steht das Kreuz. In eine von zwei vollplastischen Engeln flankierte Nische wurde bei der Fronleichnamsprozession die Monstranz hineingestellt. Elisabeth Müller beschreibt in den Flurdenkmälern von 1978 die beiden Beine des Korpus als unterhalb der Knie abgebrochen. Am Sockel war, umgeben von einem Kranz mit Schleife, eine Inschrift zu lesen, die bis auf die noch lesbare Jahreszahl „1797“ vollständig verwittert ist.
Das Kreuz soll früher im Besitz des „Burdiansmüllers“ gewesen sein, der es für die Prozession schmückte.